# Tatort: Tödliches Verlangen
Tödliches Verlangen ist ein Fernsehfilm aus der Kriminalreihe Tatort der ARD, des ORF und SRF. Der Film wurde vom MDR am 24. April 2000 erstmals ausgestrahlt. Es handelt sich um die Tatort-Folge 442.

## Handlung
Vielschichtig startet dieser Fall: Tochter und Mutter buhlen um Robert, KHK Ehrlicher und Kain machen sich mit ihrem neuen Einsatzort Leipzig vertraut und ein älterer Herr versucht mit einem Haufen Geld eine Stripperin herumzukriegen, die ihn vor einem Wohnhaus stehenlässt. In der Wohnung rechnet sie mit einem Robert, während When a man loves a woman läuft. Auf dem Boden liegen zerrissene Fotos von ihr, die in der Einstiegsszene noch im Entwickler lagen. Dann wird sie mit einer Hantel erschlagen.
Robert packt sie in eine Plastiktüte, dann in einen Kofferraum und kurz vor dem Versenken in einen See muss er sich übergeben. Am Morgen fährt er zu einem Versteck auf einer Braunkohlenhalde. Dort legt er Geldkarten und Papiere hinzu. Zum Frühstück kommt nicht nur die heftig in ihn verliebte Universitätsprofessorin Christine Werrling, sondern es klingelt Herr Wolf an der Tür, der von der Stripperin Sabrina Schumacher stehen gelassen wurde und in Erfahrung bringen konnte, dass sie dort öfters gesehen wurde. Frau Werrling weist ihn ab. Es dauert nicht lange, da stehen Ehrlicher und Kain mit der Nachbarin Frau Krüger vor der Tür, da Herr Wolf Anzeige gegen unbekannt erstattet hat und die Spuren zu Robert Quint führen. Gegen den läuft in Frankfurt ein Verfahren wegen Betrugs und auch ein Haftbefehl liegt gegen ihn vor. Vor Roberts Wohnung geraten Christine und ihre Tochter Nelly aneinander, die ihn beide für sich beanspruchen. Dabei kommt heraus, dass sich Nelly Werrling und Sabrina Schumacher an der Universität geprügelt haben.
Gegen eine hohe Kautionszahlung kommt Robert wieder auf freien Fuß. Er gibt zu, Sabrina Schumacher nach seiner Rückkehr aus Dresden tot in seiner Wohnung aufgefunden zu haben und aufgrund seiner Bewährung sie dann weggeschafft zu haben. Walter präsentiert eine Sammlung von Aktfotos aus Roberts Wohnung – unter anderem auch eines mit Nelly Werrling. Nachdem Ehrlicher Frau Professor Werrling über ein mögliches Türmen ihres Lovers informiert und Kain Nelly Werrling die Augen geöffnet hat, suchen beide Frauen nach Robert, der sich im neuen gemeinsamen Domizil befindet. Dort offenbart er beiden Werrlings, dass er sich von keiner anbinden ließe. Er fährt mit der Geländemaschine zu seinem Versteck mit beiden Frauen im Schlepptau. Just in dem Augenblick, als er seine Karten und Unterlagen geholt hat, wird er mit einer Eisenstange niedergeschlagen. Alles weist auf Nelly Werrling hin. Die schiebt alles auf ihre Mutter. Keine von beiden rechnete jedoch damit, dass Robert alle Aktivitäten notariell hinterlegt hatte. Ehrlicher spielt eine Testamentseröffnung vor, obwohl Robert noch nicht verstorben ist. Der Trick mit der Kreditkartensperrung veranlasst schlussendlich Christine Werrling zum Geständnis.

## Rezeption

### Einschaltquoten
Bei ihrer Erstausstrahlung am 24. April 2000 wurde die Folge Tödliches Verlangen in Deutschland von 6,75 Millionen Zuschauern gesehen, was einem Marktanteil von 19,08 Prozent entsprach.

### Kritik
Daumen nach oben heißt es bei der Fernsehzeitschrift TV Spielfilm für diese „etwas beschaulich[e], aber dennoch hintergründig[e]“ Episode, die „trotz mancher Übertreibung spannend erzählt“ ist.
Die Rezension bei kino.de schreibt von einem „[…] durchweg stimmigen Skript […]“.